# Пинабель, Людвиг Иванович
Людвиг Иванович Пинабель (фр. Louis Pinabel нем. Ludwig Pinabel; XVIII век — не ранее 1840) — российский военнослужащий французского происхождения, генерал-майор (1826), барон, кавалер ордена Святого Георгия IV степени (1830).

## Биография
Участник Отечественной войны 1812 года и заграничного похода русской армии (1813—1814). За мужество, проявленное в Битве под Лейпцигом (1813), был награждён орденом Святого Владимира 4-й степени с бантом.
С 4 октября 1820 по 6 декабря 1826 года в чине полковника был командиром Брестского пехотного полка.
В 1831 году в ходе подавления Польского восстания командовал 3-й бригадой 24-й пехотной дивизии, участвовал в битве под Ливом. В последний день битвы, 3 апреля, был награждён орденом Святой Анны 1-й степени.
С 5 августа 1833 года командовал 2-й бригадой той же дивизии (именовавшейся в тот момент 16-й пехотной дивизией).
С 1 мая 1836 по 1 января 1839 года командовал 1-й бригадой 9-й пехотной дивизии. Высочайшим приказом от 1 марта 1839 года уволен от службы «за ранами <…> с мундиром и пенсионом полного оклада».
Владел (с 3 марта 1832 года) имением Меречь-Михновский, которое в 1840 году продал чиновнику по особым поручениям при Виленском генерал-губернаторе Иосифу (Осипу) Ивановичу Корецкому. Член масонских лож — «Соединенные друзья» (1818—1821) и литовской ложи в Вильно (1821).

## Чины
- Прапорщик (28.11.1807).
- Генерал-майор (6.12.1826)[10].

## Награды
- Орден Святой Анны 4-й степени (19 декабря 1812)[11].
- Орден Святого Владимира 4-й степени с бантом (1813)[2].
- Орден Святого Владимира 3-й степени[4].
- Орден Святого Георгия IV степени (18 декабря 1830, № 4423).
- Орден Святой Анны 1-й степени (3 апреля 1831)[5].
- Золотое оружие «За храбрость» с алмазами (14 февраля 1832)[12].

## Семья
- Жена — Екатерина Александровна (в девичестве Слуцкая, дочь Александра Николаевича Слуцкого (1865 — 17.01.1838); во втором браке замужем за генерал-майором А. Н. Цемировым от которого имела сына Александра Александровича Цемирова (? — 1.11.1896).